# Korpus Artylerii Koronnej

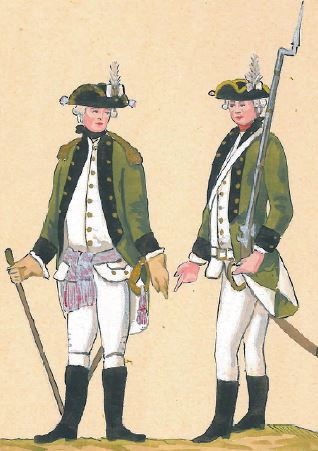
oficerowie korpusu artylerii w mundurach paradnych

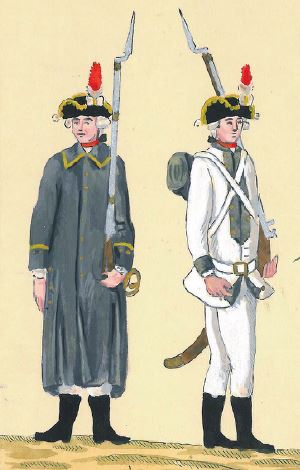
Szeregowi artylerii

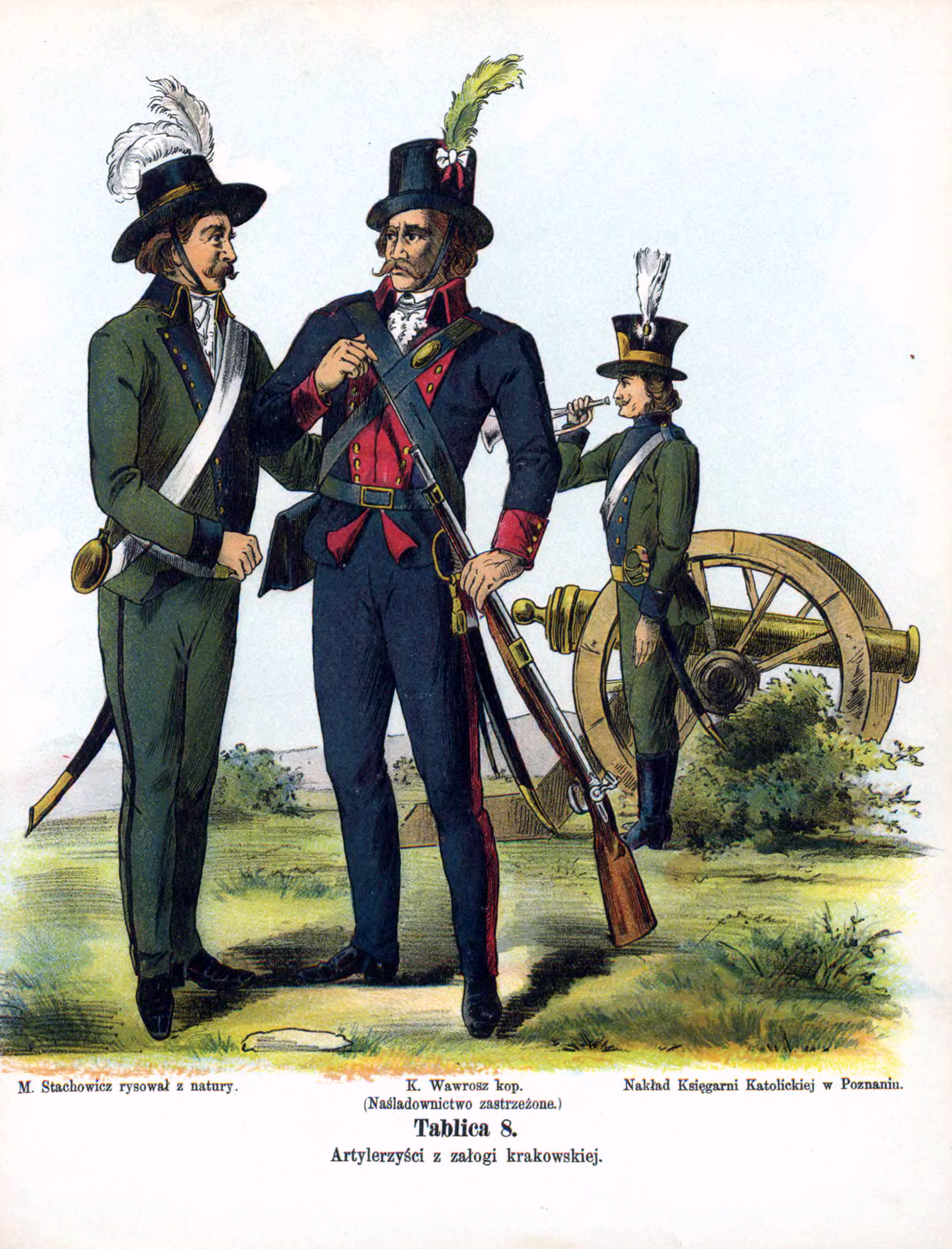
Artylerzyści garnizonu krakowskiego w 1794

Korpus Artylerii Koronnej – ogół jednostek artylerii armii koronnej.

## Formowanie i zmiany organizacyjne
W 1648 w dwóch bitwach: nad Żółtymi Wodami (5-16 maja) i pod Korsuniem (26 maja) Rzeczpospolita straciła całą artylerię. Do jej odbudowy przystąpił, „uproszony” o cofnięcie swojej dymisji Krzysztof Arciszewski. Z wielkim wysiłkiem i zaangażowaniem przystąpił Arciszewski do pracy, ale jego starania zostały zaprzepaszczone już we wrześniu pod Piławcami, gdzie ponownie cała artyleria dostała się w ręce wroga. Za następcy Arciszewskiego – Zygmunta Przyjemskiego doliczono się 350 dział, ale w tej liczbie niemało rupieci. W okresie szefowania jego następcy Grodzickiego w summaryuszu sporządzonym w 1654 odnotowano: 2 całe kartauny, 27 półkartaunów, 49 ćwierkartaunów, 18 okwat kartaunów, 6 kolubryn, 6 kolubryn bastardowych, 44 falkonety, 2 petryery, 37 armat regimentowych, 26 armat 3-funtowych, 3 moskiewskie, 14 spiżowych małych, 13 moździerzy spiżowych, 116 dział żelaznych, 9 moździerzy żelaznych i 15 petard.
W 1661 w rejestrach spotykamy, po raz pierwszy, 50 dragonów artylerii, których zadaniem podczas wojen było konwojowanie taborów artyleryjskich a w czasie pokoju egzekwowanie kwarty. Dragoni artyleryjscy istnieli do czasów Stanisława Augusta Poniatowskiego.
W okresie dowodzenia artylerią przez Marcina Kazimierza Kątskiego przypadają znaczące zwycięstwa oręża polskiego: pod Chocimiem (w listopadzie 1673), zdobycie Baru (w listopadzie 1674), pod Wiedniem (we wrześniu 1683), wyprawa bukowińska (1685) gen. Jabłonowskiego.
Na czele korpusu stał generał artylerii. Jego sztab w drugiej połowie XVII w. był niewielki. Składał się z:zastępcy dowódcy, cejgmistrza (starszego nad wszystkimi arsenałami w kraju), kapitana i inżyniera artylerii.
W 1764 korpus liczył 160 artylerzystów. Istniał też batalion osłonowy (fizylierów). W cykhauzie warszawskim znajdowało się 14 dział polowych. W innych przechowywano ok. 300 dział fortecznych. Artylerzyści przydzieleni byli do cekhauzów w Warszawie, Kamieńcu, Krakowie, Lwowie, Białej Cerkwi i Malborku. Pierwsze reformy przeprowadzono w latach 60. XVIII wieku. Jednak I rozbiór Polski spowodował kolejną zapaść i artylerię zaczęto odbudowywać dopiero w połowie lat 70.
Po wojnie konfederackiej znacznie rozbudowano korpus.
Dalszy rozwój artylerii zapewniła założona w 1776 r. Królewska Szkoła Artylerii.
W 1776 r. fundusz artylerii zwiększono z 300 000 zł do ok. 444 000 zł, a jej etat z 292 do 397 ludzi.Do korpusu przyłączono ponownie regiment (batalion) fizylierów koronnych. Oprócz wyznaczonego przez etat funduszu korpus otrzymał w 1780 i 1781 r. z nadwyżek skarbowych 110 000 zł. Sprzęt artyleryjski dostarczała ludwisarnia warszawska. Łącznie od chwili uruchomienia (1765 r.) do 1779 r. ludwisarnia wyprodukowała 73 działa i granatniki oraz 19 moździerzy. w 1780 sejm wyznaczył na jej utrzymanie 30000 zł rocznie. Dyrektorem ludwisarni został mjr Stanisław Wągrowski. Pod jego kierunkiem usprawniono pracę zakładu, położono większy nacisk na odlewanie dział polowych. Wskutek jednak niewielkich funduszów nie zdołano bardziej rozwinąć produkcji (w latach 1780-1789 na cele produkcyjne, poza kosztami personelu, wydano zaledwie około 173 000 zł). Od 1780 do 18 lutego 1789 r. ludwisarnia odlała 50 dział polowych, 6 granatników, 2 moździerze i II dział żelaznych, próbnych. Wszystkie działa nowe i dawne wylawetowano. Wykonano też 36 wozów amunicyjnych, trzy wozy pod pontony i kuźnię polową.
W 1777 r. w arsenale warszawskim było 38 dział, 5 granatników i 2 moździerze. W Kamieńcu znajdowały się 234 działa, w tym 58 żelaznych. Przygotowano znaczne zapasy prochu i amunicji artyleryjskiej, produkowanej głównie przez manufakturę w Ruskim Brodzie. W Łomiankach pod Warszawą wybudowany został młyn prochowy.
W 1777 korpus podzielony był na dwie brygady: warszawską i kamieniecką, z których każda składała się z trzech kompanii. Ich stan etatowy wynosił 393 ludzi, faktyczny zaś 388.
9 października 1789 sejm uchwalił nowy, stutysięczny etat wojska, według którego artylerię zamierzano rozbudować do 20 kompanii liczących po 156 ludzi. Łącznie za sztabem (56 ludzi) i ludwisarnią (47 ludzi) etat korpusu miał wynosić 3223 żołnierzy. Takiego stanu nigdy nie osiągnięto, udało się natomiast rozbudować liczbę kompanii do 14. Zmniejszony etat zakładał, że Korpus Artylerii będzie wynosił 2216 ludzi. Do takiego stanu zbliżono się w 1791 roku.
Po wypowiedzeniu przez Rosję wojny Rzeczypospolitej, 22 maja 1792 uchwalono etat wojenny wojska. Połączono między innymi artylerię koronną z litewską. Nowa artyleria Obojga Narodów miała liczyć 5220 ludzi. W jej skład miał wchodzić sztab, trzy regimenty artylerii, trzy szkoły artylerii, trzy arsenały i ludwisarnię. W każdym regimencie sztab wyższy liczyć miał pięć osób (pułkownik, podpułkownik, trzech majorów); sztab średni i niższy - 15 osób (kwatermistrz, audytor, trzech adiutantów, sztabschirurg, dwóch chirurgów batalionowych, kapelan, sztabsfurier, dobosz pułkowy, dwóch doboszów batalionowych, profos, podprofos. W 12 w kompaniach miało służyć 1668 (7 kapitanów, 5 kapitanów sztabowych, 12 poruczników, 24 podporuczników, 12sztikjunkrów, 12 oberfajerwerkerów, 36 fajerwerkerów, 12 furierów, 120 kaprali, 12 chirurgów kompanijnych, 240 oberkanonierów, 1128 kanonierów, 24 cieśli, 24 doboszów.
Przejęcie władzy przez konfederację targowicką przerwało reformę. Artyleria liczyła 16 kompanii. Niestety 11 kompanii dostała się w ręce Rosjan. Oficerowie i szeregowi z zajętych kompanii zostali wcieleni do wojska rosyjskiego.

## Stopnie oficerskie
Rangami oficerskimi w korpusie były: generał artylerii koronnej, generał major (stopień ustanowiony w 1789 roku), pułkownik, podpułkownik (2), major (3, w tym dyrektor ludwisarni), adiutant generalski, kwatermistrz (zastąpił zlikwidowany urząd komisarza artylerii), obercejgwart w stopniu kapitana (2), cejgwart w stopniu porucznika (2), adiutant w stopniu podporucznika (4), ober felczer (2). W kompaniach zaś kapitan z kompanią, kapitan sztabowy, porucznik, podporucznik, sztikjunkier (odpowiednik chorążego w piechocie). Obowiązki artylerzystów zostały określone w regulaminie z 1767 roku.

## Żołnierze korpusu
Szefowie
- Krzysztof Arciszewski (1646-1650)
- Zygmunt Przyjemski (1650-1652)
- Krzysztof Grodzicki (1652-1660)

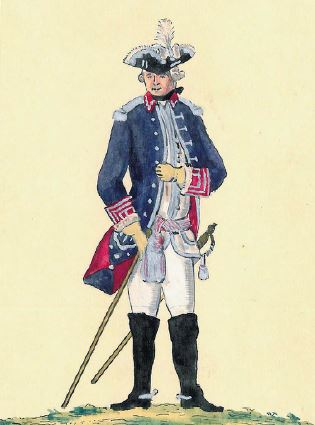
Generał artylerii koronnej w 1775

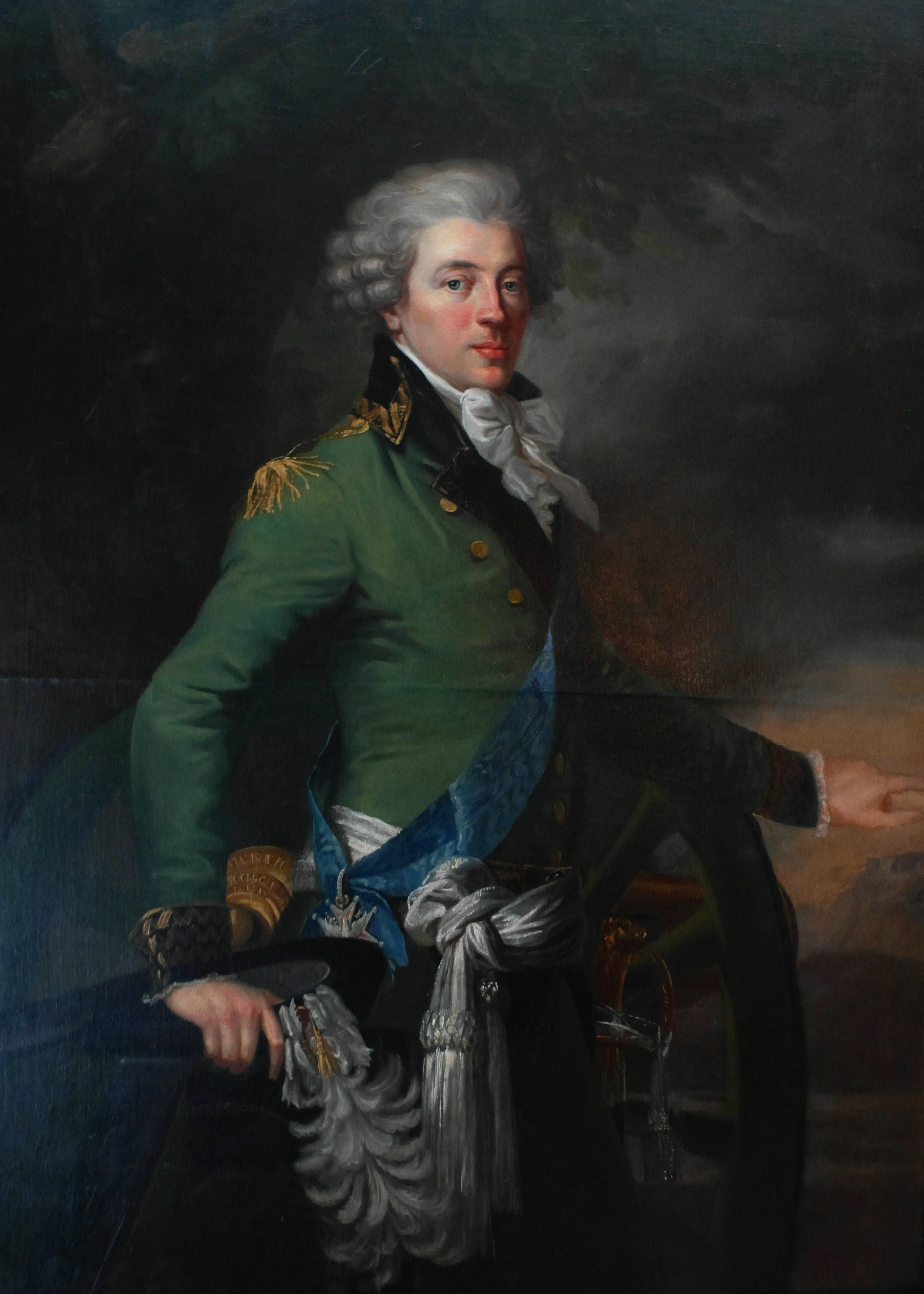
Stanisław Kostka Potocki w mundurze generała artylerii, portret pędzla Józefa Grassiego

- Fromhold von Ludinhausen Wolff (1660-1666)
- Marcin Kazimierz Kątski (kasztelan krakowski) (1666 – zm. w 1710)
- Jakub Henryk Flemming (koniuszy litewski) (1710-1712)
- gen Jakub Zygmunt Rybiński (wojewoda chełmiński) (1712-1725)
- Jan Stanisław Kątski (miecznik koronny) (1725-1727)
- Jan Klemens Branicki (1727-1735)
- gen. adj. Jan Rybiński (1735-1737)
- Aleksander Jakub Lubomirski (1737-1746)
- graf Henryk von Brühl (komendant wojsk saskich w Polsce) (1746-1763)
- Alojzy Fryderyk von Brühl (od 30 marca 1763 do 29 lipca 1788)[d]
- Stanisław Szczęsny Potocki (od 29 lipca 1789 do 27 stycznia 1792)[e]
- Stanisław Kostka Potocki (12 marca 1792] do 6 sierpnia 1793)

Pułkownicy
- Jan Witte (od 19 listopada 1762 do 24 grudnia 1785)
- Krystian Deybel (od 2 stycznia 1786)
- Teodor Potocki (od 21 kwietnia 1763 do 7 października 1789)
- Antoni Konarski (od 15 czerwca 1792 do marca 1794)